# Bunkovce
Bunkovce es un municipio del distrito de Sobrance en la región de Košice, Eslovaquia, con una población estimada a final del año 2024 de 384 habitantes.
Se encuentra ubicado al noreste de la región, en la cuenca hidrográfica del río Bodrog (afluente derecho del Tisza) y cerca de la frontera con la región de Prešov y Ucrania.

## Demografía
| Año        | 1994 | 2004     | 2014     | 2024    |
| ---------- | ---- | -------- | -------- | ------- |
| Población  | 272  | 333      | 383      | 384     |
| Diferencia |      | +22,42 % | +15,01 % | +0,26 % |

| Año        | 2023 | 2024    |
| ---------- | ---- | ------- |
| Población  | 387  | 384     |
| Diferencia |      | −0,77 % |